# (2616) Lesya
(2616) Lesya (1970 QV; 1929 UC; 1932 UB; 1938 OD; 1948 TP; 1948 TY1; 1948 VC; 1951 RT1; 1967 RZ; 1969 EC; 1975 BX1) ist ein  ungefähr neun Kilometer großer Asteroid des inneren Hauptgürtels, der am 28. August 1970 von der russischen (damals: Sowjetunion) Astronomin Tamara Michailowna Smirnowa am Krim-Observatorium (Zweigstelle Nautschnyj) auf der Halbinsel Krim (IAU-Code 095) entdeckt wurde.

## Benennung
(2616) Lesya wurde nach der ukrainischen Dichterin, Dramaturgin und Übersetzerin Lessja Ukrajinka (eigentlich: Laryssa Petriwna Kossatsch; 1871–1913) benannt.